# Wahlstorf (Holstein)
Wahlstorf ist eine Gemeinde im Kreis Plön in Schleswig-Holstein. Sie liegt südlich von Preetz und besteht aus den Ortschaften
Wahlstorf (Dorf), Wahlstorf-Hof und Wielen.

## Geschichte
Namensgeber der Gemeinde war das Gut Wahlstorf, das 1224 erstmals urkundlich erwähnt wurde. Das Herrenhaus wurde von Detlev von Thienen erbaut, es diente dem uradeligen Geschlecht der Thienens für über 300 Jahre als Stammsitz, bis diese nach Österreich auswanderten, wo sie bis heute leben.

## Politik

### Gemeindevertretung
Bei der Kommunalwahl am 14. Mai 2023 wurden insgesamt neun Sitze vergeben. Von diesen erhielt die Dorfgemeinschaft Wahlstorf sieben Sitze und die Grünen zwei Sitze.

### Wappen
Blasonierung: „In Silber eine schrägrechte, mit drei goldenen Getreideähren schrägbalkenweise belegte rote Zinnenmauer, darüber sechs blaue Wellenfäden.“

## Wirtschaft
Die Gemeinde ist vorwiegend landwirtschaftlich geprägt. Außerdem spielt der Tourismus eine Rolle, z. B. Campingplatz, Bootsverleih, Reiterhof.

## Verkehr
An der östlichen Grenze der Gemeinde verläuft die Bundesstraße 76, die von Kiel über Preetz nach Plön führt.
Die westliche Gemeindegrenze liegt an der Kreisstraße 19 von Preetz nach Ascheberg, mit Anschluss an die Bundesstraße 404 und Bundesstraße 430.
Im Jahre 1866 wurde die Eisenbahnstrecke Kiel–Ascheberg–Eutin–Neustadt eröffnet, die mitten durch die Gemeinde führt. Aber erst am 1. August 1907 wurde der Bahnhof Wahlstorf eröffnet (Personen- und Güterverkehr). 1958 wurde die Güterbedienung bereits wieder eingestellt, das Bahnhofsgebäude und das Güterladegleis abgebrochen. Eine kleine Wartehalle und der Bahnsteig blieben aber noch bestehen, denn es hielten weiterhin Personenzüge. Am 30. Mai 1981 wurden diese wenigen Haltestellen jedoch aufgegeben.

## Kultur und Sehenswürdigkeiten
Im Mittelpunkt der Gemeinde liegt der unter Denkmalschutz stehende Gutshof mit dem im 15. Jahrhundert erbauten Herrenhaus und den von 1982 bis 1984 restaurierten historischen Scheunen.
Im Norden der Gemeinde liegt ein Teil der beide europäischen NATURA 2000-Schutzgebiete FFH-Gebiet Lanker See und Kührener Teich und dem europäischen Vogelschutzgebiet „Lanker See“.

## Söhne und Töchter der Gemeinde
- Theodor Becker (* 23. Juni 1840; † 30. Juni 1928 in Liegnitz), Bauingenieur und Entomologe